# Jadwiga Mydło
Jadwiga Mydło (ur. 26 czerwca 1937 w Baranowie) – nauczycielka, regionalistka z Kurpi Zielonych, harcerka.

## Życiorys
Od 1955 roku nauczycielka w szkołach podstawowych w Czarnotrzewiu i Baranowie w powiecie ostrołęckim na Kurpiach Zielonych. Od 1949 roku aktywna uczestniczka ruchu harcerskiego, drużynowa i członkini Komendy Hufca ZHP w Przasnyszu. Aktywna działaczka Towarzystwa Przyjaciół Dzieci na szczeblu gminnym, powiatowym i wojewódzkim. W latach siedemdziesiątych i osiemdziesiątych XX wieku w szkole podstawowej w Baranowie prowadziła zespół regionalny „Wesołe Kurpiki”.

## Odznaczenia, nagrody i wyróżnienia
- Złoty Krzyż Zasługi
- Medal Komisji Edukacji Narodowej
- Krzyż „Za zasługi dla ZHP”
- Medal Pamiątkowy „Pro Mazovia”
- nagroda I i II stopnia Ministra Edukacji Narodowej[1].